# Stanisław Maj
Stanisław Maj herbu Starykoń (ur. w XVI w., zm. w 1703 r.) – polski szlachcic, senator I RP, podstoli krakowski (1689–1697), kasztelan wiślicki (1697–1703).
Tytułował się mianem z Silnicy.

## Życiorys
Stanisław Maj pochodził ze szlacheckiej rodziny ziemiańskiej, Majów herbu Starykoń . 
W 1689 roku pojawia się w dokumentach historycznych informacja o pełnionej przez niego funkcji podstolego krakowskiego. Zasiadał na tym urzędzie do 1697 roku, kiedy to powierzono mu kasztelanię wiślicką. Według metryk, urząd kasztelana otrzymał przed 25 września 1697 roku. Musiał go pełnić do 1703 roku , gdyż tego właśnie roku zmarł, a kasztelanię w 1704 roku objął po nim Antoni Szembek h. własnego . 
Był posłem na sejm konwokacyjny I RP z województwa sandomierskiego w 1696 roku. Po ówczesnym zerwaniu sejmu (Liberum veto) przez jednego z posłów, przystąpił do konfederacji generalnej, czyli konfederacji, która obejmowała całe ówczesne państwo polskie, w dniu 28 września 1696 roku . 
W 1697 roku głosował za wybraniem Augusta II Mocnego na króla Polski. 
Był właścicielem kamienicy przy ul. Sławkowskiej 5/7 w Krakowie (obecnie Grand Hotel), którą nabył jeszcze w XVIII wieku. Budynek odrestaurował, ozdobił bramę wjazdową kamiennym portalem, na parterze w oknach założył kraty, przebudował wnętrza, a z tyłu domu postawił stajnie. Po śmierci Stanisława, kamienica znalazła się w rękach jego owdowiałej żony, Zuzanny Dembińskiej, a następnie, ponownie jako spadek, wszedł w dalsze posiadanie reszty rodziny Dembińskich. 

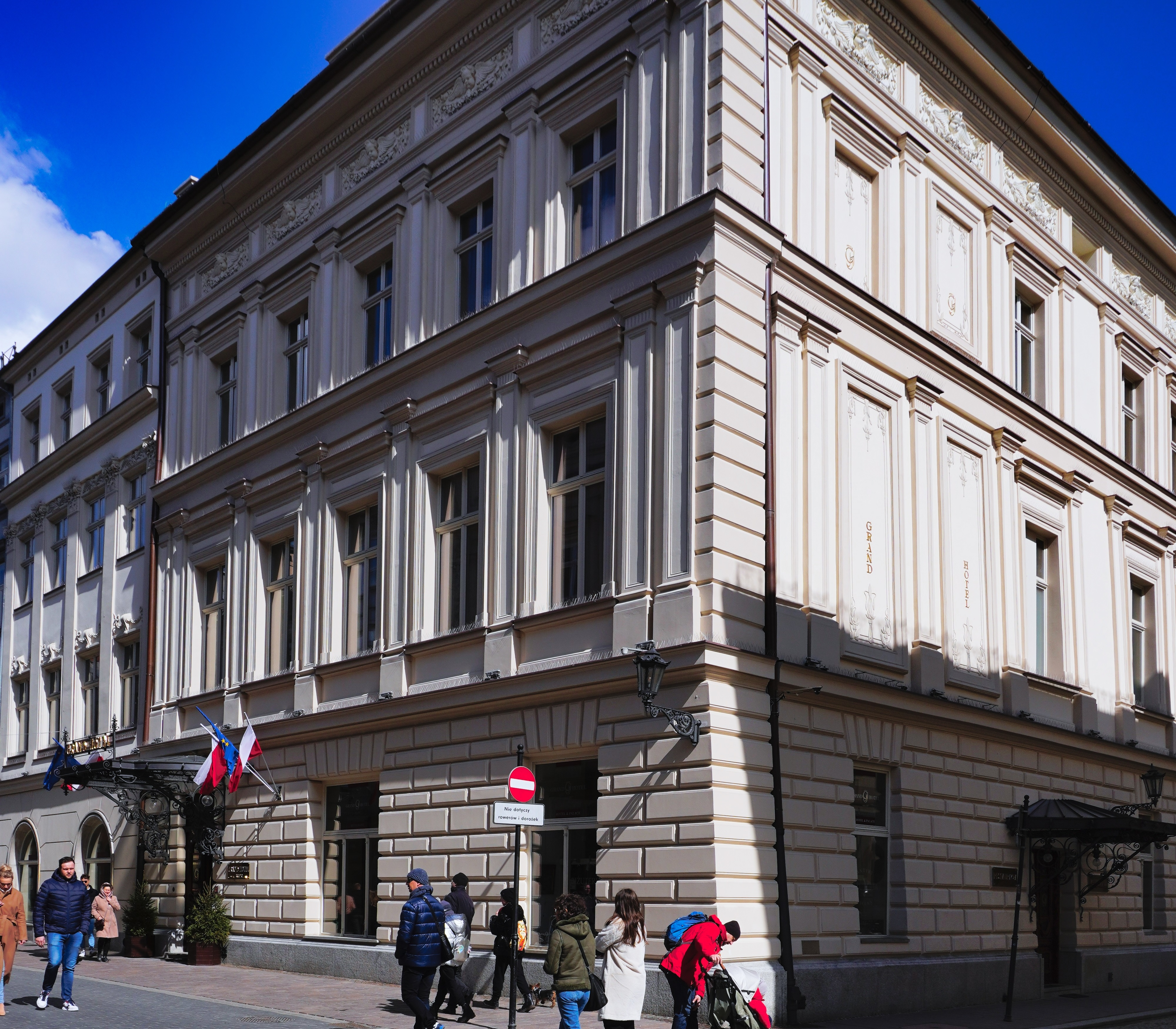
Kamienica przy ul. Sławkowskiej 5/7 w Krakowie (obecnie Grand Hotel)

### Życie prywatne
Był synem Stanisława Maja i Barbary z Wronowa. W metrykach chrztu katedry wawelskiej zapisane są dwie siostry Stanisława – Joanna oraz Zofia Ludwika . 
10 maja 1682 roku wziął ślub z Zuzanną Dembińską herbu Rawicz . Świadkami tego wydarzenia byli Andrzej Potocki i Jan Lipski. Prawdopodobnie ze związku z Zuzanną miał nieznaną z imienia córkę, późniejszą żonę Jana Bystrzanowskiego herbu Starykoń , chorążego grabowieckiego. Strona genealogiczna stworzona przez dr Marka Minakowskiego, pozwala nam stwierdzić, że imię zaginionej córki Stanisława to Zofia . 
Stanisław nie miał żadnych potomków męskich. Jego dziad nosił imię Jan. 
Był wyznawcą katolicyzmu. 

## Genealogia
Drzewo genealogiczne zostało stworzone na podstawie informacji z sekcji Życie prywatne.
|  |  |  |  |            |            |            |            |            |            |  |  |  |  |  |  |  |  |            |            |            |            |               |               |               |               |               |               |               |               |                   |                   |                   |                   |                   |                   |                   |                   |                   |                   |           |           |           |           |           |           |  |  |  |  |  |  |  |  |  |  |  |  |  |  |  |  |  |  |  |  |  |  |  |  |  |  |  |  |  |  |  |  |  |  |  |  |  |  |  |  |  |  |  |  |  |  |  |  |  |  |  |  |
|  |  |  |  |            |            |            |            |            |            |  |  |  |  |  |  |  |  |            |            |            |            | N.N.          | N.N.          | N.N.          | N.N.          | N.N.          | N.N.          |               |               | Jan Maj           | Jan Maj           | Jan Maj           | Jan Maj           | Jan Maj           | Jan Maj           |                   |                   |                   |                   |           |           |           |           |           |           |  |  |  |  |  |  |  |  |  |  |  |  |  |  |  |  |  |  |  |  |  |  |  |  |  |  |  |  |  |  |  |  |  |  |  |  |  |  |  |  |  |  |  |  |  |  |  |  |  |  |  |  |
|  |  |  |  |            |            |            |            |            |            |  |  |  |  |  |  |  |  |            |            |            |            | N.N.          | N.N.          | N.N.          | N.N.          | N.N.          | N.N.          |               |               | Jan Maj           | Jan Maj           | Jan Maj           | Jan Maj           | Jan Maj           | Jan Maj           |                   |                   |                   |                   |           |           |           |           |           |           |  |  |  |  |  |  |  |  |  |  |  |  |  |  |  |  |  |  |  |  |  |  |  |  |  |  |  |  |  |  |  |  |  |  |  |  |  |  |  |  |  |  |  |  |  |  |  |  |  |  |  |  |
|  |  |  |  |            |            |            |            |            |            |  |  |  |  |  |  |  |  |            |            |            |            |               |               |               |               |               |               |               |               |                   |                   |                   |                   |                   |                   |                   |                   |                   |                   |           |           |           |           |           |           |  |  |  |  |  |  |  |  |  |  |  |  |  |  |  |  |  |  |  |  |  |  |  |  |  |  |  |  |  |  |  |  |  |  |  |  |  |  |  |  |  |  |  |  |  |  |  |  |  |  |  |  |
|  |  |  |  |            |            |            |            |            |            |  |  |  |  |  |  |  |  |            |            |            |            |               |               |               |               |               |               |               |               |                   |                   |                   |                   |                   |                   |                   |                   |                   |                   |           |           |           |           |           |           |  |  |  |  |  |  |  |  |  |  |  |  |  |  |  |  |  |  |  |  |  |  |  |  |  |  |  |  |  |  |  |  |  |  |  |  |  |  |  |  |  |  |  |  |  |  |  |  |  |  |  |  |
|  |  |  |  |            |            |            |            |            |            |  |  |  |  |  |  |  |  | Barbara N. | Barbara N. | Barbara N. | Barbara N. | Barbara N.    | Barbara N.    |               |               | ‎Stanisław Maj‎ | ‎Stanisław Maj‎ | ‎Stanisław Maj‎ | ‎Stanisław Maj‎ | ‎Stanisław Maj‎     | ‎Stanisław Maj‎     |                   |                   |                   |                   |                   |                   |                   |                   |           |           |           |           |           |           |  |  |  |  |  |  |  |  |  |  |  |  |  |  |  |  |  |  |  |  |  |  |  |  |  |  |  |  |  |  |  |  |  |  |  |  |  |  |  |  |  |  |  |  |  |  |  |  |  |  |  |  |
|  |  |  |  |            |            |            |            |            |            |  |  |  |  |  |  |  |  | Barbara N. | Barbara N. | Barbara N. | Barbara N. | Barbara N.    | Barbara N.    |               |               | ‎Stanisław Maj‎ | ‎Stanisław Maj‎ | ‎Stanisław Maj‎ | ‎Stanisław Maj‎ | ‎Stanisław Maj‎     | ‎Stanisław Maj‎     |                   |                   |                   |                   |                   |                   |                   |                   |           |           |           |           |           |           |  |  |  |  |  |  |  |  |  |  |  |  |  |  |  |  |  |  |  |  |  |  |  |  |  |  |  |  |  |  |  |  |  |  |  |  |  |  |  |  |  |  |  |  |  |  |  |  |  |  |  |  |
|  |  |  |  |            |            |            |            |            |            |  |  |  |  |  |  |  |  |            |            |            |            |               |               |               |               |               |               |               |               |                   |                   |                   |                   |                   |                   |                   |                   |                   |                   |           |           |           |           |           |           |  |  |  |  |  |  |  |  |  |  |  |  |  |  |  |  |  |  |  |  |  |  |  |  |  |  |  |  |  |  |  |  |  |  |  |  |  |  |  |  |  |  |  |  |  |  |  |  |  |  |  |  |
|  |  |  |  |            |            |            |            |            |            |  |  |  |  |  |  |  |  |            |            |            |            |               |               |               |               |               |               |               |               |                   |                   |                   |                   |                   |                   |                   |                   |                   |                   |           |           |           |           |           |           |  |  |  |  |  |  |  |  |  |  |  |  |  |  |  |  |  |  |  |  |  |  |  |  |  |  |  |  |  |  |  |  |  |  |  |  |  |  |  |  |  |  |  |  |  |  |  |  |  |  |  |  |
|  |  |  |  |            |            |            |            |            |            |  |  |  |  |  |  |  |  |            |            |            |            |               |               |               |               |               |               |               |               |                   |                   |                   |                   |                   |                   |                   |                   |                   |                   |           |           |           |           |           |           |  |  |  |  |  |  |  |  |  |  |  |  |  |  |  |  |  |  |  |  |  |  |  |  |  |  |  |  |  |  |  |  |  |  |  |  |  |  |  |  |  |  |  |  |  |  |  |  |  |  |  |  |
|  |  |  |  |            |            |            |            |            |            |  |  |  |  |  |  |  |  |            |            |            |            |               |               |               |               |               |               |               |               |                   |                   |                   |                   |                   |                   |                   |                   |                   |                   |           |           |           |           |           |           |  |  |  |  |  |  |  |  |  |  |  |  |  |  |  |  |  |  |  |  |  |  |  |  |  |  |  |  |  |  |  |  |  |  |  |  |  |  |  |  |  |  |  |  |  |  |  |  |  |  |  |  |
|  |  |  |  |            |            |            |            |            |            |  |  |  |  |  |  |  |  |            |            |            |            |               |               |               |               |               |               |               |               |                   |                   |                   |                   |                   |                   |                   |                   |                   |                   |           |           |           |           |           |           |  |  |  |  |  |  |  |  |  |  |  |  |  |  |  |  |  |  |  |  |  |  |  |  |  |  |  |  |  |  |  |  |  |  |  |  |  |  |  |  |  |  |  |  |  |  |  |  |  |  |  |  |
|  |  |  |  | Joanna Maj | Joanna Maj | Joanna Maj | Joanna Maj | Joanna Maj | Joanna Maj |  |  |  |  |  |  |  |  |            |            |            |            | ‎Stanisław Maj‎ | ‎Stanisław Maj‎ | ‎Stanisław Maj‎ | ‎Stanisław Maj‎ | ‎Stanisław Maj‎ | ‎Stanisław Maj‎ |               |               | Zuzanna Dembińska | Zuzanna Dembińska | Zuzanna Dembińska | Zuzanna Dembińska | Zuzanna Dembińska | Zuzanna Dembińska |                   |                   |                   |                   | Zofia Maj | Zofia Maj | Zofia Maj | Zofia Maj | Zofia Maj | Zofia Maj |  |  |  |  |  |  |  |  |  |  |  |  |  |  |  |  |  |  |  |  |  |  |  |  |  |  |  |  |  |  |  |  |  |  |  |  |  |  |  |  |  |  |  |  |  |  |  |  |  |  |  |  |
|  |  |  |  | Joanna Maj | Joanna Maj | Joanna Maj | Joanna Maj | Joanna Maj | Joanna Maj |  |  |  |  |  |  |  |  |            |            |            |            | ‎Stanisław Maj‎ | ‎Stanisław Maj‎ | ‎Stanisław Maj‎ | ‎Stanisław Maj‎ | ‎Stanisław Maj‎ | ‎Stanisław Maj‎ |               |               | Zuzanna Dembińska | Zuzanna Dembińska | Zuzanna Dembińska | Zuzanna Dembińska | Zuzanna Dembińska | Zuzanna Dembińska |                   |                   |                   |                   | Zofia Maj | Zofia Maj | Zofia Maj | Zofia Maj | Zofia Maj | Zofia Maj |  |  |  |  |  |  |  |  |  |  |  |  |  |  |  |  |  |  |  |  |  |  |  |  |  |  |  |  |  |  |  |  |  |  |  |  |  |  |  |  |  |  |  |  |  |  |  |  |  |  |  |  |
|  |  |  |  |            |            |            |            |            |            |  |  |  |  |  |  |  |  |            |            |            |            |               |               |               |               |               |               |               |               |                   |                   |                   |                   |                   |                   |                   |                   |                   |                   |           |           |           |           |           |           |  |  |  |  |  |  |  |  |  |  |  |  |  |  |  |  |  |  |  |  |  |  |  |  |  |  |  |  |  |  |  |  |  |  |  |  |  |  |  |  |  |  |  |  |  |  |  |  |  |  |  |  |
|  |  |  |  |            |            |            |            |            |            |  |  |  |  |  |  |  |  |            |            |            |            |               |               |               |               |               |               |               |               |                   |                   |                   |                   |                   |                   |                   |                   |                   |                   |           |           |           |           |           |           |  |  |  |  |  |  |  |  |  |  |  |  |  |  |  |  |  |  |  |  |  |  |  |  |  |  |  |  |  |  |  |  |  |  |  |  |  |  |  |  |  |  |  |  |  |  |  |  |  |  |  |  |
|  |  |  |  |            |            |            |            |            |            |  |  |  |  |  |  |  |  |            |            |            |            |               |               |               |               | ‎Zofia Maj     | ‎Zofia Maj     | ‎Zofia Maj     | ‎Zofia Maj     | ‎Zofia Maj         | ‎Zofia Maj         |                   |                   | ‎Jan Bystrzanowski | ‎Jan Bystrzanowski | ‎Jan Bystrzanowski | ‎Jan Bystrzanowski | ‎Jan Bystrzanowski | ‎Jan Bystrzanowski |           |           |           |           |           |           |  |  |  |  |  |  |  |  |  |  |  |  |  |  |  |  |  |  |  |  |  |  |  |  |  |  |  |  |  |  |  |  |  |  |  |  |  |  |  |  |  |  |  |  |  |  |  |  |  |  |  |  |
|  |  |  |  |            |            |            |            |            |            |  |  |  |  |  |  |  |  |            |            |            |            |               |               |               |               | ‎Zofia Maj     | ‎Zofia Maj     | ‎Zofia Maj     | ‎Zofia Maj     | ‎Zofia Maj         | ‎Zofia Maj         |                   |                   | ‎Jan Bystrzanowski | ‎Jan Bystrzanowski | ‎Jan Bystrzanowski | ‎Jan Bystrzanowski | ‎Jan Bystrzanowski | ‎Jan Bystrzanowski |           |           |           |           |           |           |  |  |  |  |  |  |  |  |  |  |  |  |  |  |  |  |  |  |  |  |  |  |  |  |  |  |  |  |  |  |  |  |  |  |  |  |  |  |  |  |  |  |  |  |  |  |  |  |  |  |  |  |
|  |  |  |  |            |            |            |            |            |            |  |  |  |  |  |  |  |  |            |            |            |            |               |               |               |               |               |               |               |               |                   |                   |                   |                   |                   |                   |                   |                   |                   |                   |           |           |           |           |           |           |  |  |  |  |  |  |  |  |  |  |  |  |  |  |  |  |  |  |  |  |  |  |  |  |  |  |  |  |  |  |  |  |  |  |  |  |  |  |  |  |  |  |  |  |  |  |  |  |  |  |  |  |

## Testament
Po Stanisławie Maju pozostał zachowany do dziś testament. 
Z testamentu wynika, że Stanisław, miał brata stryjecznego (syn brata ojca), któremu na imię było Marcin. Marcin za życia był stolnikiem żytomierskim i posiadał nieokreśloną liczbę dzieci. Jego przyjacielem był Piotr Krupka Przecławski. Jego siostrzeńcami byli Kalinowscy, posiadający ziemie w ziemi krakowskiej, koło Wieliczki. Był w posiadaniu rządu husarskiego. Anna z Kotkowskich Piegłowska to jego siostrzenica. Pewien mężczyzna o nazwisku Zrębiecki był jego synowcem. Mężczyzna o nazwisku Zakrzewski był jego siostrzeńcem. 
Aleksander Przeczławski był jego synem chrzestnym.

[s. 374] W imię Ojca i Syna i Ducha Świętego. Amen. Wierzę i wyznaję przed niebem i ziemią i całem światem Boga nierozdzielnie w Trójcy Świętej jedynego, któregom jest najlichsza kreatura. Uniżam się z całego serca przed Majestatem Jego nieogarnionym na dziękczynienie, że mnie w wierze prawdziwej, katolickiej rzymskiej stworzył na wyobrażenie Swoje, krwią najdroższą jednorodzonego Syna Swego Jezusa Chrystusa odkupił, darami Ducha Przenajświętszego oświecił. Protestuję się z tym przed [s. 375] Bogiem, że w tej wierze świętej katolickiej rzymskiej trzymam mocno wszystkie artykuły wiary i wyznaję, cokolwiek Kościół rzymski wierzy, trzyma i uczy. W tej wierze katolickiej rzymskiej umrzeć chcę, błędy przeciwne Kościołowi rzymskiemu potępiam i w czym (uchowaj Boże) stępione zmysły chorobą albo jakimkolwiek defektem przedtym albo teraz bruździły, albo bruździć by miały przeciwko prawdziwej wierze, tego się stałym teraz umysłem, doskonałą wiara wyrzekam. Znam przed sobą i całym światem, żem jest proch i jedno nic istota moja, żem człowiek - datek to i dzieło Boga w Trójcy jedynego jest. A od kogo mam ten datek ciała i duszy mojej, temu Bogu w nierozdzielnej Trójcy jedynemu najpokorniejszym sercem oddaję i cale rezygnuje, ach! sprośnymi grzechami mojemi zarażoną duszę moją. Mam nadzieję, że w miłosierdziu Bożym nieogarnionym w zasługach gorzkiej męki i okrutnej śmierci Pana i Zbawiciela Jezusa Chrystusa, w przyczynie Przenajświętszej Panny Maryi Matki Bożej, do której się z wszystkich sił moich uciekam, że Bóg, mię zbawi grzesznego człowieka. Z głębokiego serca wzdycham do chórów św. aniołów, a osobliwie św. Anioła Stróża przez całe życie moje wołam i suplikuję ze wszystkich wnętrzności moich do społeczności św. apostołów, [s. 376] ewangelistów, męczenników, wyznawców, panien i męczenniczek, ss. patronów moich, osobliwie tych, których na chrzcie świętym i bierzmowaniu jestem imieniem zaszczycony i wszystkich Świętych Bożych, aby grzeszne duszę moję chwalebnymi zasługami swymi wspomogli w miłosierdziu Bożym.

Tę tedy duszę moję, zgadzając się z wolą Pana i Boga mojego, jako człowiek śmiertelny ze wszystkiej chęci w ręce Twoje polecam, Panie i Boże mój. Ciało moje, które jest masą zgniłości, jedno nic, proch i ziemia, ziemi je oddaje i to wiem Panie, że je zachowasz z Opatrzności Swojej. Tylko daj, Panie Boże mój, abym Cię w tym ciele moim wstawszy oglądał ubłaganego za zbrodnie moje Pana Zbawiciela mojego, a przy tym z łaski Twojej czynieniu ostatniej woli mojej jako człowiek dziękując za niewysłowione dotychczas dobrodziejstwa Twoje mnie i całemu światu hojne.
Dziękuję od wyjścia na świat z żywota matki, żeś w życiu dał zgodną Anore, połowicę życia, kochanego przyjaciela za żonę. Widziałem i widzę, nie w tej od Ciebie danej mi pomocy na ziemi, że z Opatrzności Twojej Boskiej zaj za tym wielkie mi pochodziło błogosławieństwo z Ciebie, Boże [s. 377] mój. Ta ukochana żona moja, a jeżeli po ludzku rzekę jako matka, w jakiejkolwiek przeciwności była mi pociechą od upadku, wsparciem i pomocą w chorobie, jak zdrowiem pilną, czułą i ustawiczną wysługą, ręką, prawie Jednym sercem. Tę w imieniu Bożym za wolą Twoją świętą, Boże, żegnam. Przyjaciół, rodzinę, familie pokrewnych, na przeznaczony życia mojego termin gotów ad stradam dziękując, żeś mnie nimi ozdobił. Żegnam najmilszych ukochanych JMPP braci rodzonych ukochanej żony mojej, JMP kasztelana sądeckiego i JMP łowczego krakowskiego, moich wielce miłościwych panów, upraszając i oraz resztę, ostatnią waletę moją i testament, aby z wrodzonej swojej miłości ku siostrze swej, a najmilszej żonie mojej, w gorzkiem żalu za wolą Bożą z rozstania naszego, byli jej radą, pomocą, protekcyją, do czynienia obrządku około ciała mego grzesznego ku pogrzebowi. Do wykonania tego wszystkiego, czego niniejszym testamentem żądam, egzekutorami i w stanie Jej Mości po zejściu moim z tego świata (nie wątpię z doświadczonej miłości), że do śmierci sierocymi opiekunami z domu mojego, kiedy nieochybna każdemu żyjącemu śmierć mnie też już zjeżdżać każe z pola pielgrzymowania, tego przy ostatnim pożegnaniu [s. 378] brata mego stryjecznego, JMP Marcina na Silnicy (Maya) stolnika żytomirskiego, upraszam z pomienionymi JMPP bracią rodzonymi najmilszej żony mojej, także za egzekutora testamentu tego i opiekuna trzymam statecznie po miłości braterskiej, że wspólną i wzajemną, jako uproszeni ode mnie opiekunowie, pozostałej małżonce mojej będą radą i pomocą, a do wykonania testamentu tego serdecznie kochaną żonę moją chutnym – kwoli zbawienia duszej mojej – będą rzeczą samą skutkiem. Przydaję jeszcze poufałego też w życiu moim przyjaciela mego JMP Piotra Krupkę Przecławskiego vicesgerenta grodzkiego nowomiejskiego, pewien po nieodmiennym afekcie jego będąc, że po śmierci mojej w czym by lub koło testamentu tego i contentorum jego, lub w jakiej innej od najmilszej żony mojej JMPP opiekunów był rekwirowany i proszony, we wszystkim (pamiętając najbardziej o duszy mojej, co ku wiecznemu jej służy odpoczynkowi) dopomógł, upraszam.
Bóg i Pan nasz miłosierne ku mnie zmarłemu akty przyjacielskie chrześcijańskie, także około duszy mojej obsequia ogarnie miłosierdziem Swoim. Żegnam wszystkich, a wszystkich do najmniejszego krewnych [s. 379] moich domów oboich, tak mego, jako i żony mojej, o nabożne za duszę moję proszę westchnienia. Przepraszam i o odpuszczenia dla miłości Bożej proszę kogomkolwiek jakimkolwiek sposobem rozgniewał, uraził albo ukrzywdził. Ukrzywdzonym, kto by się takowyż dokumentem odezwał, krzywdę sowicie nagrodzić niech mi dla Pana Boga odpuści. Ja też przed Panem Bogiem wszystkie jakiekolwiek urazy i kontumacyje tak wiadome, jako i niewiadome, potajemne i oczywiste z szczerego serca odpuszczam. Na ostatek poddanych moich wszystkich, co mi Bóg poruczył pod władzą i zwierzchność moję, żegnam i komu bym w czym nieprawym był, przed Bogiem odpuszczenia tym sposobem proszę. Kto by się zaś z nich ukrzywdzonym być odezwał, aby miał nadgrodę i ukontentowanie, pilnie bardzo proszę. Długi wszystkie, które by nam po dobrach naszych poddani winni nasi byli, proszę JM żony mojej i przeprosić kochanej, aby je poddanym darowała. 
Majętności moje zatym wszystkie od Pana Boga do używania nam powierzone, dobra fortuny i substancyją, jedne z antecesorów na nas spadłe, inne za błogosławieństwem Boskim spólnie w jedności z najmilszą [s. 380] żoną nabyte, dożywotnim prawem wszystkie, a wszystkie, Jej Mości służą i o nie od sukcesorów moich za żywota Jej Mości żadna nie powinna być impetycyja. Stado bydła po folwarkach i dobrach naszych wolnej podaję dyspozycyi żonie mojej. Wiem, że nikomu na potym krzywdy nie uczyni. Dyspozycyje moje, które niżej w tym testamencie położone, rozporządzam, aby podług ostatniej woli mojej i tego testamentu ukochana żona moja rozsprawiła [z] miłością z którą szczerze przed Bogiem umieram obowiązuję.
A naprzód do kaplice na obraz Matki Bożej królowej nieba i ziemie, szczególnej po Bogu opiekunki mojej w Częstochowej, pętlica duża rubinowa z perłami. Na Piasek do N. Panny do kaplice obicie zielone całe z portyrą pilś[n]iową, zszytymi w pół bretami, i kobierzec szyty włóczkowy na ambonę. Ojcom bernardynom na Paksie, a do Żłobku w Krakowie nazwanym, gdzie depositorium ciał antecesorów moich i domu mego, sprzedawszy kamienicę moję tamże, te pieniądze na restauracyją kościoła i poświęcanie także klasztoru wszystkie ordynuję i obicie półatłasowe [s. 381] karmazynowe, w płomienie zielone, z porterą całą i kobierzec jedwabny zielony leguję z taką frądzią na ambonę.
Do kościoła łazańskiego za Krakowem pod Wieliczką w dobrach panów Kalinowskich quondam siostrzeńców moich rodzonych ordynuję zł 1000. O tym znieść się proszę z tamecznym JM księdzem plebanem, aby tej sumie pro commodo bliską siebie upatrzył lokacyją, a czynsz od tej sumy roczni był płacony perpetuis temporibus i zań Msze Święte za umarłych dusze proportionaliter. Kościołowi janińskiemu, jako parafijej mojej, z Balic, po dworze wytyczną dziesięcinę przyznawam, daję, która tylko piniężna bywała przedtym, hoc adiecto aby tu składana, a dworskie brogi fideliter, jako należy bywała, słomę na gruncie pro uberiori commodo ról tu zostawując. A przez tę wytyczną, dziesięcinę ma już, i [pieniężna] powinna być zniesiona. Upraszam przy tym, aby tak modernus JM ksiądz pleban, jako i inni po nim JM księża plebani nie byli gravaminosi sukcesorom, chyba by byli w słuszności samej renitentes. 
Mobilia moje, oprócz tego, co się ukochanej żonie zostawuje i wcale poddaje pod wolne jej prawo, JMP Marcinowi Majowi stolnikowi żytomirskiemu i dla dzieci jego: wózek zielony, 6 koni żmudów [s. 382] płowych, kontusz czarny sukienny garłami kuniemi podszyty, sobolami opuszony i drugi
kontusz tercynelowy popielicami podszyty, bobrami opuszony, trzeci tercynelowy szkarłatny krzyżakami podszyty, kontusz tercynelowy czarny, kitajką niebieską podszyty, u niego guzików złotych z rubinami numero 24 i pętelek złotych, łańcuszkową robotą tyleż. Kontusz peplinowy mieniony kitajką gryszpanową podszyty, u niego guzików rubinowych numero 18 i tasiemka [z] ciągnionego złota koło kołnierza, z sześcią rubinków. Guzów rubinowych 6 wielkich, po jednym rubinie, guzików koralowych w złocie z rubinami numero 18 i pętliczek [z] ciągnionego złota dwie parze, z sztuczkami rubinowemi. Kontusz włoszowy materyjalny, przy nim guzików złotych z rubinami numro 12. Żupan tercynelowy czarny z złotemi szlakami. 
Srebrna miednica z nalewką staroświecka biała, z herbami memi. Flasz dwie z duszami, graniastych, staroświeckich, półgarcowych. Lichtarzy para auszpurskich gładkich stołowych, szczepce, tac dwie auszpurskich gładkich,
miednica z nalewką mniejsza biała, auszpurska gładka, octowniczka pstrozłocista auszpurska z śrubką. Rostruchan pstrozłocisty, [s. 383] auszpurski. Garczek pstrozłocisty kwartowy. Z rynsztunku, czaprak suto złotem aftowany z flandzlą takąż złotą. Siedzenie weneckie sukienne, ciągnionym złotem i płat haftowany. Łęk oprawny w srebro, gorąco złocisty, aspiszami, turkusami i innemi kamykami sadzony. Strzemiona srebrem powlekane. Rząd usarski złocisty, takiemiż kamieniami, ze wszytkim, uzdzieniczką takąż i wodzami srebrnemi, białemi gałkami. Rządzik kozacki koralowy ze wszytkim, sztuki u niego złociste z aspiszami. Zegarek na złotym łańcuszku mój i pierścień o sześci dyjamentach w ziarno, także i mniejszy turkusowy. Solniczek parę auszpurskich, śrzodkiem złocistych, łyżek 6, w sztućcu jednym zamkniętych, bratu
memu stryjecznemu JMP stolnikowi żytomirskiemu leguję, aby też dzieci swe tym rozrządził. 
JMP kasztelanowi sądeckiemu buńczuk z gałką blachmalową złocistą. Rumak cisawy JMP łowczemu krakowskiemu, kalkan stalowy złotem i srebrem nabijany i źrebicę gniadą po jego koniu, a po mojej klaczy, ptaka, sieci, rozjazdy, siatki, co ich jest, oddać. Buzdygan srebrny złocisty, sajdak blachmalowy złocisty ze wszystkim, misiurka turecka złotem nabijana, [s. 384] karwasze takież, z łapciami, złotem nabijane JMP stolnikowi żytomirskiemu, stryjecznemu bratu mojemu jeszcze przydaję. 
JM księdzu, siostrzeńcowi mojemu, kanonikowi krakowskiemu czara złocista wielka z wiekiem na sześci gałkach. JMPaniej oświęcimskiej siostrzenicy mojej czarka złocista staroświecka z szmelcem. Rząd srebrny złocisty suto,
cały JMP kasztelanowi oświęcimskiemu. Synowi memu krzesnemu szabel dwie. Jedna [szabla] czerkieska z białą rękojeścią i druga turecka takaż synom JMP stolnika żytomirskiego, a synowcom moim, JMP Zrębieckiemu rząd złocisty suto, i czyrkieski na jedwabnych taśmach; i jego interesa proszę pilno uspokoić.
A że w takowym przyczynieniu ostatniej woli mojej razie przepomniałem za opiekunów upraszać i egzekutorów dla rady i pomocy ukochanej żonie mojej Jegomościów: JM księdza Dęmbińskiego kanonika krakowskiego i JMP kasztelana oświęcimskiego, lubo dopiero hoc loco upraszam, ale do tamtego punktu o tym wyżej referuję i praecordialiter przy ostatnim tego świata rozstaniu proszę i żegnam wszytkich et vos miseremini mei.
JMP Zakrzewskiemu siostrzeńcowi mojemu kontusz pomarańczowy królikami siwemi podszyty, [s. 385] żupan zielony atłasowy i zł 1000 na szkoły dla dzieci leguję. Żelazną uzdeczkę z koralikami synowi naszemu krzesnemu Aleksandrowi Przeczławskiemu i źrebca dobrego. Samemu JMP Przeczławskiemu rząd cały suty z złocistemi sztukami i srebro gotowe na oprawną kulbakę, wie o tym, wielki andziar turecki we srebro oprawny i nóż z nożenkami oprawnemi w słoniowej kości, co w szkatule mojej jest. Jest tam także karta, gdzie i nóż, w szkatule na 16 000 i kilkaset zł JMP wojewody sandomirskiego, na którą wziął Jegomość, abo JMP Żłobecki jego rachmistrz, ad rationem regimentowych piniędzy, jako jest w niej dostatecznie opisano. Zawieruszyła się była hoc intervallo mieszanin ta karta, tandem się teraz casu znalazła. Upraszać JM przy ostatnim już z tego świata pożegnaniu moim, aby się ta suma województwa sandomirskiego przywróciła.
Zalecam na ostatek sług poddanych, aby ich który by chciał uwolnić z ukontentowaniem osobliwym, lubo każdy jest z nich terminowany w minucyjach moich, kiedy, odkąd zostaje, co wziął, i co ma należeć któremu.
Wickiemu jednak, wychowańcowi mojemu, który się ożenił z poddaną moją w Zakrzowie, naznaczam młynek w Zalesiu pod Zakrzowem [s. 386] z polami i łąkami do młynka należącemi. Parę cielców do tego dobrych i źróbka ze stada, albo klacz dobrą, żeby tego używał wolno póty, póki mu sukcesorowie moi nie oddadzą zł 300, co mu ja nadaję i na tym młynku zeznawam i od wszelkich powinności uwalniam i zaszczycam, oprócz podatku Rzeczypospolitej, który od gromady płacić będzie powinien, co należy do tego; pałasz blachmalowy mój ordynuję i żupan atłasowy perłowy stary.
Turlejowskiego, jako w domach naszych wychowanego, do woli Jej Mości ordynuję, czego będzie potrzebował i promocyjej jakiej prosił w dalszym pożyciu swoim, dopomóc do tego proszę. Żyta starego korcy 100 jemuż odkazuję, inne też okoliczności bardzo dobrze wiadome są, proszę, by mu się we wszytkim zadosyć stało. Rachunki zaś z podstarościemi dotąd nie uczynione, osobliwie z Szmulskim w Węgleszynie bez krzywdy zobopólnej, co słuszność każe pomiarkować, także i z Łąckim uczynić, krzywdy ich - Boże zachowaj - co
z dowodem słusznym będzie, nadgrodzić, co by sobie pretendowali.
Tę tedy, na umyśle z łaski Bożej zdrów, stanowiąc ostatnią wolę mojęi testament we wszytkim ratyfikuję i wszelakiej mocy, wagi niewzruszenie przy zachowaniu wolnego do śmierci używania bez podania [s. 387] inwentarza JM najmilszej małżonki mojej, obligując jednak tęż ukochaną serdecznie JM żonę moję, aby te dyspozycyje moje wykonała pod zakładem miłości Boga i moją szczyrą aż do śmierci miłością. Ciało moje grzeszne oddając ziemi, z której jest, upraszam, aby w kościele WW oo. Reformatów pogrzebione było jak najprędzej po śmierci mojej, prosząc, aby mnie pod wielkiem ołtarzem, gdzie cymborium stoi i straszna się ofiara odprawuje, pochowano bez pompy światowej, w habicie starym tych zakonników, w trunnie szarej, obitej. Do
trunny świec cztery, na ołtarze przy pogrzebie dać świec dostatek, które nad potrzebę nie palić, zachować na insze, dalsze przy ołtarzach ognie. Po opuszczeniu ciała, po śmierci prędko zaraz potym, na dzień pogrzebowy JMM księdzów świeckich przez dekanaty pobliskie zaprosić przez proces, z których każdemu po tynfów 3 na Mszą Świętą dawać, a ubogim zaś podczas pogrzebu po złotemu. Konwentom pobliższym różnych zakonników w powiecie wiślickim i chęcińskim po zł 100 do klasztoru odesłać, obwieściwszy o terminie pogrzebu, aby się w ten dzień Msze Święte rekwialne [s. 388] odprawiały. Także do Wiślice i do Buska według osób, księdzom, pp. zakonnym buskim, po 2 czerw. zł. na pobożne modlitwy, ile ich jest. A póki pogrzebu nie będzie, upraszam, aby po wszytkich parafijach moich dzwoniono i z ambon co święto i niedziela grzeszną duszę moję modlitwom pobożnym zalecano teraz i na potym, za co osobliwie nadgrodzić proszę i teraźniejszych JMM księdzów ukontentować, aby ten pobożny promowywali zwyczaj.
Jak się tylko dusza z ciałem rozstanie, zaraz do klasztorów na trycezymy i Msze do kościołów rozsełać i jałmużny, co poruczam miłości ukochanej żonie mojej. Do krakowskich konwentów, szpitalów, podług proporcyjej uboższych konwentów, jałmużnami opatrzyć. Do Pocieszenia Najświętszej Panny na Kazimierz przy jałmużnie oddać na aparat kontusz gryzetowy siarczysty, a sztuczki od niego diamentowe z łańcuszkami szczerozłotemi, szmarag[d]ami i dyjamencikami na obraz N. Panny Maryi. Po parafijach moich szpitalnym dziadom co 3 lata płaszcze z dóbr moich dawać ordynuję.
Trębaczykom źrebców dwóch na ujeżdżeniu oddać, trębaczykom z piątnami memi - Jankowski niech sobie z nich wybierze. Masztalerzowi Kotlickiemukonia dobosza białego, drugiego [s. 389] białego Janowi kucharzowi daję. Wielebnym oo. reformatom, gdzie ciało moje leżeć będzie, tym jako upraszam obrządkiem w habicie, w trumnie pod ołtarzem wielkim, proszę wszelaką wdzięczność teraz i na potym, aby sukcesorowie moi wdzięczni będąc, tego, co komu naturalnym prawem przypadnie, z tego dobrze czynili za duszę moję. Karty różne i rekognicyje, co mi od kogo należą, pozbierać i upomnieć się. Stroynowskiemu chłopcu źróbka szpakowatego ze stada i uzdeczkę gończą białą ze wszytkim oddać i uwolnić, ma też od nas ochędostwa. JMP Ożarowskiej i JMP Wesołowskiej na żałobę dać zł 100, to jest po 100 zł obiema. Kontuszów 3, soboli szkarłatny, niebieski blamowy rysi i cynamonowy grzbietowy rysi przedać. Szabla rubinami, szmarag[d]ami sadzona i tę sprzedać, za którąm dał 100 bitych talerów, a sprzedawszy to ‘’ad pia opera’’ obrócić.
Który to testament i ostatniej woli mojej dyspozycyją, zdrowy bywszy na umyśle aprobuję, ratyfikuję, wszelką mocą stwierdzam i takowej wagi mieć go chcę, jakoby aktami grodzkiemi abo trybunalskiemi, ziemskiemi, koronnemi, roborowany był i jeśli mnie Bóg do pierwszego przyprowadziłby zdrowia, [s. 390] tak jako jest, a nie odmiennie roborowałbym go we wszytkich punktach, strzymując to, co się położyło, chyba żeby lepszy status zdrowia mógł co więcej animum advertere, salva w tym ‘’augendi minuendi recognitione’’, na co się ręką moją własną podpisuję. Działo się w Balicach, dnia 23 miesiąca Septembra [23 IX] r. P. 1703, Stanisław z S[ilna] May kasztelan wiślicki. Po podpisaniu ręką moją własną testamentu tego przydaję jeszcze i ordynuję JMP stolnikowi żytomirskiemu kobiercy par trzy przedniejszych kutów, pas dziany jedwabny ciągnionym złotem zarabiany, drugi niebieski turecki w pasy złote stryjecznemu mojemu, dla synowców moich. Szabla blachmalowa złocista kozacka z rękojeścią rybią do Częstochowej na ścianę w kaplicy, aby oddana była, proszę. Stryjecznego mego, pana Jana, któregom przy sobie konserwował, gdy go Bóg dłuży, lubo w kalectwie mieć raczy na świecie, zalecam JMP stolnikowi żytomirskiemu jako bratu i proszę, aby go [do] śmierci dochował, któremu na pogrzeb do rąk JMP Marcina Maia stolnika żytomirskiego leguję 9 czerw. zł. [s. 391] Dług zaś winny JMP Majowi Marcinowi stolnikowi żytomirskiemu, stryjecznemu bratu memu około piąci tysięcy, jako jest w moich konnotowane minucyjach i o nim moja kochana żona wie, osobliwie wypłacić i oddać. 
Interes JMP Tworzyańskiego względem otrzymania od niego donacyi dóbr Masłomiący i kontrakt z tej okazyjej wynikający o Kotlice, jak się będzie najlepiej zdało ukochanej żonie mojej akomodować, zlecam i JMPP opiekunów uproszonych, aby dopomogli proszę. Także JMP Kościenia, wiadomie dobrze najmilszej i ukochanej JM żonie mojej, interesa do nas i w minucyjach konnotowane, aby należytą otrzymały satysfakcyją, przypominam. A z osobna z afektu mego 1000 zł captato opportuno tempore oddać Jegomości, guzików sporych rubinowych złotych z szmelcem JMP Kościeniowi numero 17 także oddać, przypisuję i proszę a upraszam JM, aby w interesach Jej Mości żony mojej kochanej i siostrzeńców moich pozostałych PP Bystrzanowskich dopomagał. O toż i JMP Ziębieckiego proszę, aby też żonie mojej i tym dzieciom, a braci rodzonym Jej Mości mojej in negotiis asystował, [s. 392] guzików drobnych złotych z rubinkami numero 24 dać [mu] proszę. Pancerz JMP Aleksandrowi Xięskiemu bratu memu wujecznemu oddać, także przypominam. Drelichowskiemu, prócz należytych zasług jego, ordynuję mirzyna dobrego. Matyjaszowi kucharzowi dawnemu Bugay karczmę, na której teraz siedzi, puko żyć będzie, bez wszelkiego czynszu puszczam do zażywania, jako teraz ma i zażywa, i od daniny z tej wszelkiej karczmy uwalniam i sukcesorów moich o strzymanie tej woli mojej przestrzegam, aby tylko do podatku Rzeczypospolitej należał pomieniony Matyjasz. Pistoletów moich własnych par trzy, janiczarek dwie, ładownice do nich dwie z żelaznemi ładunkami, fuzyi dwie, sztuciec, flintów połowa. Te rzeczy różnie po wioskach zostają, o czym wie Stroynowski, JMP stolnikowi bratu memu oddać. Księgi wszytkie, co ich nie dobrali w Pińczowie Szwedzi, synowcom moim leguję. Munimenta, kwity, papiery i dyspozycyje prawne, jakie do której wsi należą zinwentowawszy, przy swoich one kollokować własnościach. Srebro hajduckie na chwałę Boską i ozdobę do kościoła oo. Bernardynów w Krakowie u Paxa [s. 393] aplikuję i dyspozycyjej ukochanej żony mojej podrzucam, aby z tego co ozdobnego sprawiła. 
Datum ut supra. Idem qui supra approbo. S[tanisław] z N[owego] S[ilna] May kasztelan wiślicki m.p., Franciszek z Dęmbian Dembiński kasztelan sądecki, starosta wolbromski m. p., Franciszek Konstanty Ziębiecki, Jan z Piegłowa Piegłowski kasztelan oświęcimski, ksiądz Stefan z Dęmbian Dembiński kanonik krakowski, Marcin [z] N[owego] S[ilna] May stolnik żytomirski, Piotr Krupka Przecławski vicesregent grodzki nowomiejski m. p., Zuzanna z Dęmbian Majowa kasztelanowa wiślicka podpisuję się i na to, że stada bydła pod dożywociem tylko moim trzymać będę i onych wyganiać ani przedawać nie będę.